# James H. Newman
Pour les articles homonymes, voir James Newman et Newman.
James Hansen Newman est un astronaute américain né le 16 octobre 1956 dans le Territoire sous tutelle des Îles du Pacifique. Il a effectué quatre missions sur la navette spatiale américaine.

## Biographie
Ancien élève de l'International Space University.

## Vols réalisés
Physicien, il réalisa 4 vols en tant que spécialiste de mission lors des missions :
- Discovery STS-51 (1993),
- Endeavour STS-69 (1995),
- Endeavour STS-88 (1998),
- Columbia STS-109 (2002).